# Gradac (sit SCI)
Gradac (sit SCI) este o arie protejată (arie specială de conservare — SAC, sit de importanță comunitară — SCI) din Slovenia întinsă pe o suprafață de 1.506,84 ha, integral pe uscat.

## Localizare
Centrul sitului Gradac (sit SCI) este situat la coordonatele 45°36′47″N 15°13′11″E / 45.6131°N 15.2196°E.

## Înființare
Situl Gradac (sit SCI) a fost declarat sit de importanță comunitară în aprilie 2004 pentru a proteja 4 specii de animale. Situl a fost protejat și ca arie specială de conservare în februarie 2012.

## Biodiversitate
Situată în ecoregiunea continentală, aria protejată conține 2 habitate naturale: Peșteri inaccesibile publicului, Păduri ilirice de stejar și carpen (Erythronio-Carpinion).
La baza desemnării sitului se află mai multe specii protejate:
- amfibieni (1): proteu de peșteră (Proteus anguinus)
- nevertebrate (2): fluturele-tigru (Callimorpha quadripunctaria), Congeria kusceri
- pești (1): Eudontomyzon spp.